# Sobre la naturaleza (Heráclito)

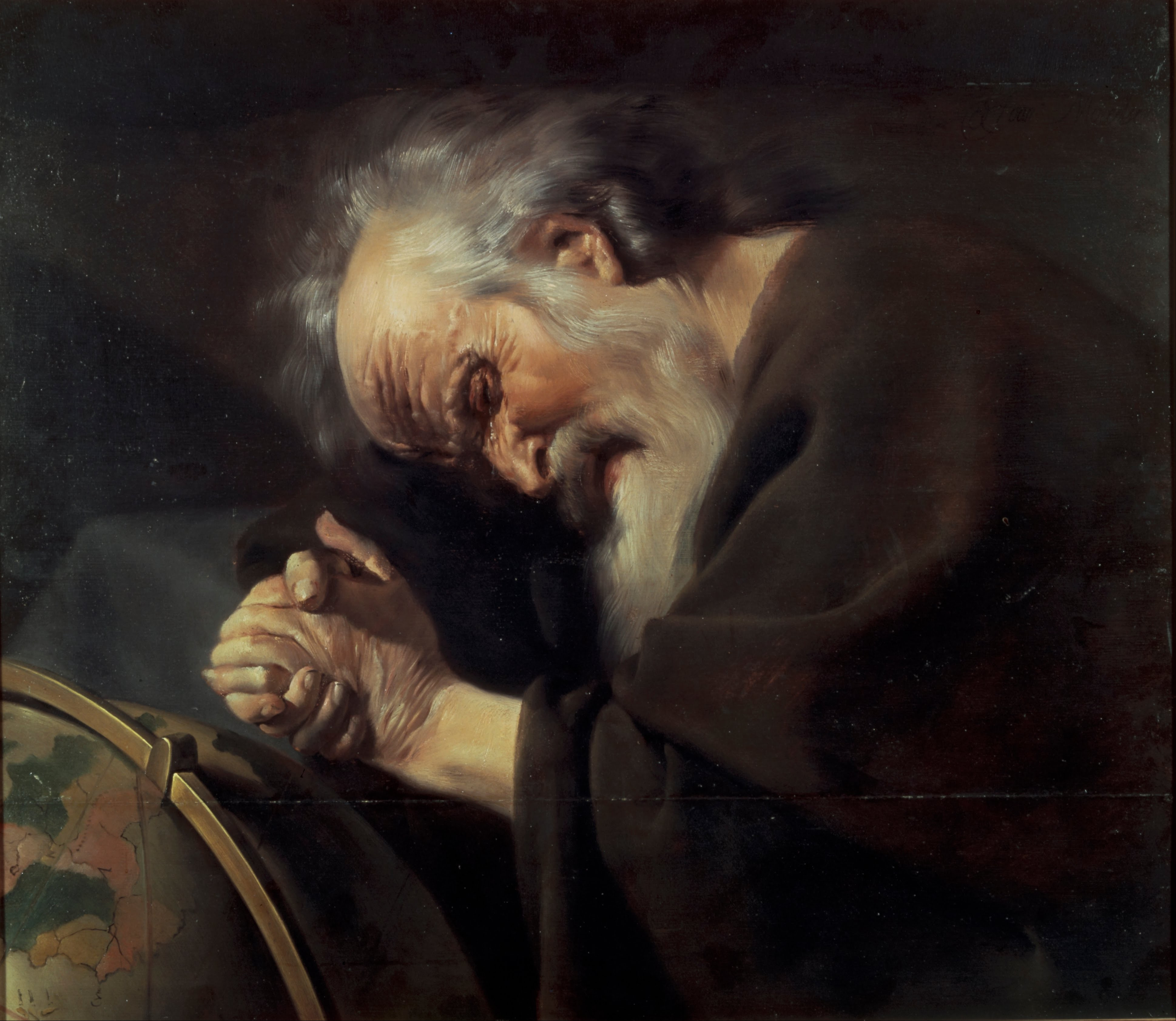
Heráclito por Johannes Moreelse

Sobre la naturaleza (περὶ φύσεως: peri fyseos) es un tratado filosófico escrito por Heráclito.

## Contenido y recepción

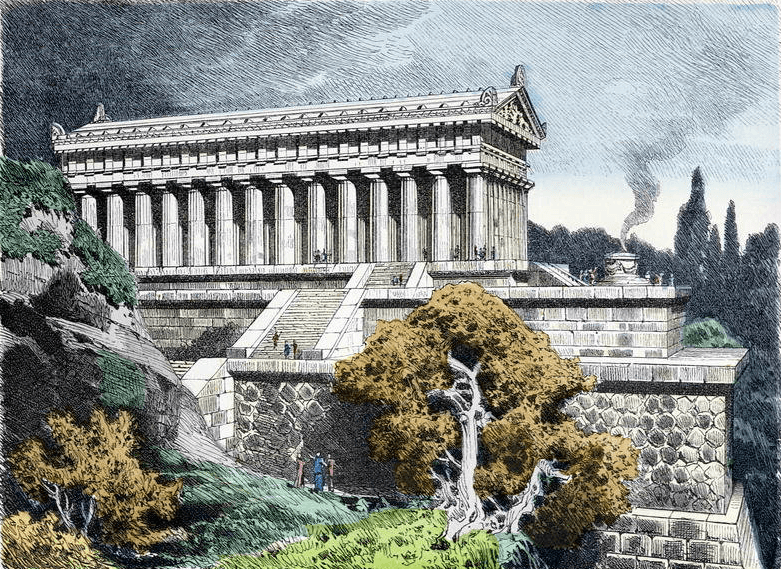
Heráclito depositó su libro en el Templo de Artemisa.

Según , se dividió en tres discursos; uno sobre su «cosmológica», otro sobre «política» (y ética) y otro sobre su «teología» pero no dice si Heráclito los dividió de esta manera o si alguien más lo hizo. Teofrasto dijo (según Diógenes) "...algunas partes de su trabajo están a medio terminar, mientras que otras partes hacen una mezcla extraña".
La evidencia sugiere que Heráclito escribió su trabajo por el final de sus sesenta años. Diógenes también nos dice que Heráclito escribió su libro, inscrito en un solo rollo de papiro, como una dedicación en el gran templo de Artemisa, el Artemisio, en Éfeso, uno de los templos más grandes del siglo VI a. C. y una de las siete maravillas del mundo antiguo. Los templos antiguos se usaban regularmente para almacenar tesoros, y estaban abiertos a particulares en circunstancias excepcionales; Además, muchos filósofos posteriores en este período se refieren a la obra. Charles Kahn dijo: "Hasta la época de Plutarco y Clemente, si no más tarde, el pequeño libro de Heráclito estaba disponible en su forma original para cualquier lector que decidiera buscarlo". Diógenes dijo: "el libro adquirió tanta fama que produjo partidarios de su filosofía que se llamaban heraclíteos".
Al igual que con otros filósofos presocráticos, sus escritos solo sobreviven en fragmentos citados por otros autores. En el caso de Heráclito, hay más de cien. Estos se catalogan utilizando el sistema de numeración Diels-Kranz.
Aristóteles cita parte de la línea de apertura en la Retórica para describir la dificultad de puntuar a Heráclito sin ambigüedad. Sexto Empírico cita todo el texto:
"Siendo esta razón eternamente verdadera, nacen los hombres incapaces de comprenderla antes de oírla y después de haberla oído. Pues sucediendo todo según esta razón, se asemejan a los carentes de experiencia, al hacer la experiencia de palabras y obras tales cuales yo voy desarrollándolas, analizando cada cosa según su naturaleza y explicando cómo es en realidad. Pero a los demás hombres se les esconde cuanto hacen despiertos, como olvidan cuanto hacen dormidos."
Muchos filósofos posteriores en este período se refieren a la obra. Kahn dice: "Hasta la época de Plutarco y Clemente , si no más tarde, el pequeño libro de Heráclito estaba disponible en su forma original para cualquier lector que decidiera buscarlo". Diógenes Laercio dice: "el libro adquirió tanta fama que produjo partidarios de su filosofía que fueron llamados heraclíteos". Crátilo y Antístenes fueron seguidores de este.

Martin Heidegger creía que el pensamiento de Heráclito (y Parménides) fue el origen de la filosofía y fue incomprendido por Platón y Aristóteles, lo que llevó a toda la filosofía occidental por mal camino. Heidegger cita pasajes de Sobre la naturaleza a lo largo de su curso de conferencias publicado Introducción a la metafísica, relacionando el logos de Heráclito con el de la tradición cristiana y comparando la filosofía griega con el cristianismo en su conjunto:
La enseñanza de Heráclito sobre el logos se toma como antecesora del logos mencionado en el Nuevo Testamento, en el prólogo del Evangelio de Juan. El logos es Cristo. Ahora bien, como Heráclito ya habla del logos, los griegos llegaron al umbral mismo de la verdad absoluta, es decir, la verdad revelada del cristianismo.